# Yucca (Band)
Yucca ist eine Band aus Hersbruck bei Nürnberg. Ihr Stil ist eine Mischung aus Indie-Rock, Alternative und Electro.

## Geschichte
Yucca wurde im Jahr 2001 in Hersbruck gegründet. In ihrer jetzigen Besetzung als Quintett spielen sie seit 2006 zusammen. Nach mehreren Demos wurde im Sommer 2006 mit Quick, Let's Beat It. das erste Album in Eigenregie aufgenommen.
Nach einem Auftritt bei einem Benefizkonzert in Weilheim im Frühjahr 2008 traf die Band auf Oliver Zülch (Die Ärzte, The Notwist, Slut, Ich + Ich, Juli u. a.). Man beschloss ab Sommer 2008 zusammen das Album A Different Time in a Different Place. aufzunehmen. Als Studio diente der Proberaum von The Notwist in Weilheim. Kurz vor Beginn der Aufnahmen wurde bei einem Unwetter im Juni 2008 der Proberaum in Nürnberg überflutet und das Equipment komplett zerstört. Mit dem neuen Album folgten zahlreiche Konzerte und Auftritte bei Festivals in Deutschland, Österreich und Frankreich.
Das Album Make Up., das wiederum mit Oliver Zülch in Nürnberg und Bochum (Studio Mohrmann) aufgenommen wurde, wurde am 18. März 2011 veröffentlicht. Im Jahr 2014 folgte das Album Seasons, fünf Jahre später Lieblingsmomente.

## Diskografie
- 2006: Quick Let's Beat It. (Album)
- 2009: A Different Time in a Different Place. (Album, FDI Music)
- 2011: Make Up. (Album, FDI Music)
- 2014: Seasons (Album, AdP Records)
- 2019: Lieblingsmomente (Album, Listenrecords)